# Campeonato Europeo de Escalada de 2002
El V Campeonato Europeo de Escalada se celebró en Chamonix (Francia) entre el 11 y el 14 de julio de 2002 bajo la organización de la Federación Internacional de Escalada Deportiva (IFSC) y la Federación Francesa de Deportes de Escalada.

## Medallistas

### Masculino
| Evento     | Oro                       | Plata                          | Bronce                            |
| ---------- | ------------------------- | ------------------------------ | --------------------------------- |
| Dificultad | Alexandre Chabot Francia  | Tomáš Mrázek · República Checa | Ramón Julián Puigblanqué · España |
| Velocidad  | Maxym Stienkovy · Ucrania | Serguei Sinitsyn · Rusia       | Alexei Gadeyev · Rusia            |
| Bloques    | Christian Core · Italia   | Mauro Calibani · Italia        | Salavat Rajmetov · Rusia          |

### Femenino
| Evento     | Oro                    | Plata                   | Bronce                                              |
| ---------- | ---------------------- | ----------------------- | --------------------------------------------------- |
| Dificultad | Chloé Minoret Francia  | Martina Čufar Eslovenia | Sandrine Levet · Francia · Muriel Sarkany · Bélgica |
| Velocidad  | Olena Riepko · Ucrania | Olga Zajarova · Ucrania | Svetlana Sutkina · Rusia                            |
| Bloques    | Sandrine Levet Francia | Fanny Rogeaux Francia   | Věra Kotasová-Kostruhová · República Checa          |

## Medallero
| Núm. | País            | Oro | Plata | Bronce | Total |
| ---- | --------------- | --- | ----- | ------ | ----- |
| 1    | Francia         | 3   | 1     | 1      | 5     |
| 2    | Ucrania         | 2   | 1     | 0      | 3     |
| 3    | Italia          | 1   | 1     | 0      | 2     |
| 4    | Rusia           | 0   | 1     | 3      | 4     |
| 5    | República Checa | 0   | 1     | 1      | 2     |
| 6    | Eslovenia       | 0   | 1     | 0      | 1     |
| 7    | Bélgica         | 0   | 0     | 1      | 1     |
| 7    | España          | 0   | 0     | 1      | 1     |
|      | TOTAL           | 6   | 6     | 7      | 19    |